# ابن شعبان
شيخ المالكية أبو إسحاق مُحمّد بن القاسم بن شعبان بن محمد بن ربيعة بن داود بن سليمان بن أيوب العماري المِصري المَعروف بِابن القرطي (270 هـ - 355 هـ / 883 - 966 م) كان إماماً وفقيهاً مالكي المَذهب، ومؤرخ، وأديب، و مُحدِث من رواة الحديث. وهو من نسل الصحابي عمار بن ياسر.

## سيرته
يُعرف بإبن شَعْبان نسبة إلى جده ويُعرف أيضاً بإبن القرطي نسبة إلى بيع القرط وهو رأس الفقهاء المالكيين بمِصر في وقته، مع التفنن في التاريخ والأدب.
وكان صاحب سُنة وإتباع، وباع مديد في الفقه، مع بصر بالأخبار، وأيام الناس، مع الورع والتقوى، وسعة الرواية.
عُرِف عنه كرهه وبغضه لبني عبيد (الفاطميون) وكان كثير الذم والانتقاد لهُم ويدعو الله أن يميته قبل دخولهم مصر، فَبعث إليه المُعز الفاطمي لكي يسترضيه بِرسالة ومئة مثقال دينار من الذهب مع رسوله ابن الديلي وعِندما وصل رسول المُعز بالرِسالة قطع ابن شعبان لفظ البسملة مِنها وأحرق الباقي بِالشمعة أمام الرسول، ورد الأموال إليه.
وكان الحكم المستنصر بالله الأموي أمير المؤمنين بالأندلُس يوجه سراً كل عام إلى كل واحد من علماء مِصر صلة سنية (مئتي مثقال) ويخص ابن شعبان بِضعفها وفعل ذلِك بعده المعز لدين الله الفاطمي صاحِب القيروان فردها ابن شعبان وأساء القول فيه.

## آثاره
له تآليف في التاريخ والحديث والفقه والأدب والقرآن، مِنها:
- الزاهي الشعباني في الفقه.[1]
- أحكام القرآن.[6]
- مناقب مالك بن أنس.[6]
- شيوخ مالك بن أنس.
- الرواة عن مالك بن أنس.[6]
- المناسك.
- مُختصر ما ليس في المُختصر.[1]
- النوادر.
- الأشراط.

## روايته

### روى عن
- النسائي.
- علي بن سعيد الرازي.

### روى عنه
- ابن الدباع خلف بن القاسم بن سهلون الأندلسي.
- عبد الرحمن بن يحيى العطار.
- إبراهيم بن عثمان.

## مكانته عند العُلماء
قال عنه ابن حزم الأندلسي:
«ابن شعبان في المالكية نظير عبد الباقي بن قانع في الحنفية. فإما تغير حفظهما، وإما اختلطت كُتبهما.»
وقال عنه القاضي عياض:
«كان ابن شعبان رأس المالكية بمِصر ، وأحفظهم للمذهب ، مع التفنن ، لكن لم يكن له بصر بالنحو.»
وقال عنه القابسي:
«إنه ابن الفقه، ولكن في كتبه غرائب من قول مالك بن أنس وأقوال شاذة عن قوم لم يشتهروا بِصحبته وليست مما رواه ثقات أصحابه، واستقر من مذهبه.»
وقال عنه الفرغاني:
«كان يلحن ولم يكن له بَصَر بالعربية مع غزارة عِلمه.»

## وفاته
كانت وفاته وقت دخول الفاطميون إلى مصر، في شهر جمادى الأولى من عام 355 هـ / 966 م وقد جاوز عمره الثمانين سنة.